# سن-سیلوستر، کبک
سن-سیلوستر (به فرانسوی: Saint-Sylvestre) شهری در منطقه شهری لوتبینییر ناحیه شودییر-آپالاش در استان کبک کانادا است. در سرشماری سال ۲۰۱۱ این شهر ۹۸۸ نفر جمعیت داشته‌است و مساحت آن ۱۴۳٫۳۴ کیلومتر مربع است.